# Лейкленд (Вісконсин)
Лейкленд (англ. Lakeland) — місто (англ. town) в США, в окрузі Беррон штату Вісконсин. Населення — 938 осіб (2020).

## Демографія
Згідно з переписом 2010 року, у місті мешкало 975 осіб у 404 домогосподарствах у складі 302 родин. Було 667 помешкань
Расовий склад населення:
| - 97,6 % — білих - 0,3 % — корінних американців - 0,1 % — азіатів - 1,0 % — осіб інших рас |

До двох чи більше рас належало 0,9 %. Частка іспаномовних становила 1,9 % від усіх жителів.
За віковим діапазоном населення розподілялося таким чином: 20,0 % — особи молодші 18 років, 61,1 % — особи у віці 18—64 років, 18,9 % — особи у віці 65 років та старші. Медіана віку мешканця становила 48,2 року. На 100 осіб жіночої статі у місті припадало 112,0 чоловіків;  на 100 жінок у віці від 18 років та старших — 111,4 чоловіків також старших 18 років.
Середній дохід на одне домашнє господарство  становив 68 990 доларів США (медіана — 53 355), а середній дохід на одну сім'ю — 80 127 доларів (медіана — 69 615). Медіана доходів становила 42 273 долари для чоловіків та 35 859 доларів для жінок. За межею бідності перебувало 10,3 % осіб, у тому числі 12,7 % дітей у віці до 18 років та 19,0 % осіб у віці 65 років та старших.
Цивільне працевлаштоване населення становило 469 осіб. Основні галузі зайнятості: виробництво — 27,3 %, сільське господарство, лісництво, риболовля — 17,7 %, освіта, охорона здоров'я та соціальна допомога — 17,3 %.